# NGC 88
NGC 88 (również PGC 1370) – galaktyka spiralna z poprzeczką (SB0-a), znajdująca się w gwiazdozbiorze Feniksa. Została odkryta 30 września 1834 roku przez Johna Herschela. Galaktyka ta należy do zwartej grupy nazywanej Kwartetem Roberta.